# Баррьонуэво, Ноэль
Мария Сильвина Д'Элия (исп. María Silvina D'Elía, родилась 16 мая 1984 года в Мендосе) — аргентинская хоккеистка на траве, защитница клуба «Сьюдад де Буэнос-Айрес». Игрок сборной Аргентины в 2003—2015 годах. Серебряный призёр летних Олимпийских игр 2012 года и бронзовый призёр летних Олимпийских игр 2008 года, чемпионка мира 2010 года, шестикратная победительница Трофея чемпионов, чемпионка Панамериканских игр 2007 года и победительница Мировой лиги 2014/2015. Отмечена наградами со стороны министерства спорта Аргентины.

## Спортивная карьера
Выступает за команду «Сьюдад де Буэнос-Айрес» под номером 27. В составе сборной Аргентины участвовала в олимпиадах в Пекине и Лондоне, завоевав бронзовые и серебряные награды соответственно. Чемпионка мира 2010 года, победительница Мировой лиги 2014/2015, шесть раз выигрывала Трофей чемпионов, в 2007 году завоевала золото на Панамериканских играх (также серебро в 2011 и 2015 годах). Дважды победительница Панамериканского кубка в 2009 и 2013 годах. Всего провела за сборную 268 игр, забила 165 голов.